# San Bernardo (métro de Séville)
Pour les articles homonymes, voir San Bernardo.
San Bernardo est une station de la ligne 1 du métro de Séville. Elle est située sous l'avenue Ramón-Carande, dans le district de Nervión, à Séville.

## Situation sur le réseau

Plan du réseau.

Établie en souterrain, San Bernardo est une station de passage de la ligne 1 du métro de Séville. Elle est située après Prado de San Sebastián, en direction du terminus est de Ciudad Expo, et avant Nervión, en direction du terminus sud-ouest d'Olivar de Quintos.
Elle dispose des deux voies de la ligne, encadrant un quai central équipé de portes palières.

## Histoire
La station ouvre au public lors de mise en service partielle de la ligne, le 2 avril 2009, avec trois ans de retard sur la date initialement programmée par la Junte d'Andalousie, maître d'ouvrage du réseau.

## Services aux voyageurs

### Accès et accueil
L'accès à la station s'effectue par une bouche située sur l'avenue Ramón-Carande. Située en zone tarifaire 1, elle est ouverte de 6h30 à 23h00 du lundi au jeudi, de 6h30 à 2h00 le vendredi, de 7h00 à 2h00 le samedi et de 7h30 à 23h00 le dimanche et les jours fériés.

### Desserte
San Bernardo est desservie par les rames CAF Urbos II qui circulent sur la ligne 1 du métro de Séville.

### Intermodalité
La station permet la correspondance avec la ligne du MetroCentro, dont l'arrêt éponyme est situé en surface, ainsi qu'avec trois lignes des Cercanías Séville.